# Ger Londo
Ger Londo (Haarlem, 14 april 1935 - Scherpenzeel, 18 december 2018) was een Nederlandse botanicus die voor diverse wetenschappelijke instituten botanisch onderzoek verrichtte ten behoeve van natuurbeheer en natuurontwikkeling. Dr. Londo is onder meer bekend geworden als auteur van vele wetenschappelijke en praktijkgerichte publicaties over de vegetatieontwikkeling van natuurgebieden en heem- of natuurtuinen en als "vader van de natuurtuingedachte" in Nederland. Hij heeft diverse natuurtuinen ontworpen en aangelegd, waaronder de naar hem genoemde Londotuin in Leersum, en de proeftuin rondom zijn eigen woonhuis.

## Leven en werk
Londo was lid van de NJN waar hij al voor zijn studie kennismaakte met de vegetatiekunde in de Plantensociologische Werkgroep waarin Victor Westhoff een belangrijke rol speelde. Hij was opgeleid tot onderwijzer, maar in 1957 ging Londo biologie studeren aan de Universiteit van Amsterdam.

### Onderzoek
Na zijn afstuderen in 1964 kreeg Londo een aanstelling als onderzoeker bij het Rijksinstituut voor Veldbiologisch Onderzoek ten behoeve van het Natuurbehoud (RIVON) en achtereenvolgens het Rijksinstituut voor Natuurbeheer (RIN), het Instituut voor Bos- en Natuuronderzoek (IBN-DLO) en Alterra. In 1971 promoveerde Londo in Nijmegen op het proefschrift "Patroon en proces in duinvalleivegetaties langs een gegraven meer in de Kennemerduinen."
Londo maakte als onderzoeker onder meer een indeling van de wilde planten op grond van hun afhankelijkheid van het grondwater. Planten die afhankelijk zijn van de bereikbaarheid van grondwater zijn de freatofyten, planten die niet gebonden aan de invloedssfeer van grondwater zijn de afreatofyten. Daarnaast onderscheidt hij de groepen van de hydrofyten of waterplanten en de halofyten of zoutplanten.

### Natuurtuinen
De eerste ervaring van Londo met heem- of natuurtuinen stamt al uit zijn middelbare school- en NJN-tijd. Toen deed hij al waarnemingen in de oudste heemtuin van Nederland, Thijsse's Hof in Bloemendaal, niet ver van waar hij woonde. Later zou hij 45 jaar lang bestuurslid van de Hof zijn. Op 9 april 2016 ontving hij de vergulde Jac. P. Thijsse penning voor zijn langjarige vakkundige adviezen.
In 1966 startte Londo een groot experiment met de aanleg van allerlei milieutypen in zijn eigen tuin in Scherpenzeel. Daarin heeft hij 50 jaar gegevens verzameld over de vestiging en ontwikkeling van honderden plantensoorten.
De Londotuin bij Kasteel Broekhuizen (Leersum) ontstond in 1997 als opvolger van de proeftuin van het toenmalige Rijksinstituut voor Natuurbeheer. Londo was al intensief betrokken geweest bij de proeftuin vanaf de start in 1972 en maakte ook het plan voor de nieuwe heemtuin. Een groot deel van de gebruikte grondsoorten en een deel van de vegetatie uit de voormalige proeftuin werden overgebracht naar de nieuwe locatie om weer een gradiëntrijke natuurtuin te ontwikkelen. Londo bleef betrokken bij de ontwikkeling en het beheer van de tuin met vrijwilligers van de Vereniging voor Dorp en Natuur Amerongen-Leersum.

## Publicaties
- 1968. De Maasheggen botanisch bekeken. De Levende Natuur 71 (1968), p. 241-245
- 1971. Patroon en proces in duinvalleivegetaties langs een gegraven meer in de Kennemerduinen. Dissertatie Nijmegen. Derks, Cuyk. 279 p.
- 1974. Karteringseenheden op vegetatiekundige grondslag. RIN-rapport. Rijksinstituut voor Natuurbeheer, Leersum. 43 p.
- 1974. Over de najaarsbloei van graslandplanten. De Levende Natuur 77 (1974), p. 44-48
- 1975. De decimale schaal voor vegetatiekundige opnamen van permanente kwadraten. Gorteria 7 (1975), p. 101-105
- 1975. Infiltreren is nivelleren. De Levende Natuur 78 (1975), p. 74-79
- 1975. Opgang en afgang van een duinmeer. De Levende Natuur 78 (1975), p. 263, 271
- 1977. Natuurtuinen en parken. Aanleg en onderhoud. Thieme, Zutphen. ISBN 9003950008
- 1977. Bossen en natuurbeheer. Nederlands Bosbouwtijdschrift 49(1977)7/8, p. 219-228
- 1979. (met H.N. Leys) Stinzenplanten en de Nederlandse flora. Gorteria 9 (1979) 7/8, p. 247-257
- 1982. De kruidenflora. In: Bosbouw en energie: ecologische aspecten. Nederlands Bosbouwtijdschrift 54(1982), p. 239-241
- 1983. Over de indicatieve betekenis van het voorkomen van plantesoorten. Natura 80(1983)4, p. 188-193
- 1983. Over de indicatieve betekenis van de groeiwijzen en de bloei van plantesoorten. Natura 80 (1983) 5, p. 233-236
- 1984. Zijn uitplanten en inzaaien zinvolle maatregelen bij het natuurbeheer?. De Levende Natuur 85 (1984) 5, p. 130-131
- 1988. Nederlandse freatofyten. Pudoc, Wageningen. 108 p. ISBN 90-220-0940-8
- 1991. Natuurtechnisch bosbeheer. Natuurbeheer in Nederland 4. Pudoc, Wageningen. 190 p. ISBN 9022010252
- 1991. (met R. van der Meijden), 1991. (Her)introductie van plantensoorten: floravervalsing of natuurbehoud? De Levende Natuur 92 (1911) 5, p. 176-182
- 1993. (met J. den Hengst) Tuin vol wilde planten. Vereniging Natuurmonumenten, 's-Graveland. 144 p.
- 1994. (met G. van Wirdum) Natuurlijkheidsgraden en natuurontwikkeling. De Levende Natuur 95 (1994) 1, p. 10-16
- 1996. Het beheer van Thijsse's Hof (2); Het duinbos; de boom- en struiklaag. Groen 52 (1996) 11, p. 45-47
- 1997. Natuurontwikkeling. Natuurbeheer in Nederland 6. Backhuys, Leiden. 658 p.
- 2006. Thijsse's Hof. Tachtig jaar natuurontwikkeling. Bekking en Blitz.
- 2010. Naar meer natuur in tuin, park en landschap. KNNV.